# Caso Chade
El Caso Chade o Caso Luis Alfredo Chade es un caso judicial en curso en la provincia de La Rioja, devenido de la denuncia contra el exdirector del Museo Molino San Francisco en Chilecito.
El caso adquirió relevancia provincial y nacional debido a la polémica en la historia reciente de la provincia, a las acusaciones de abuso sexual infantil que involucrarían a Chade, y la controversia que rodea el proceso judicial.

## Contexto
Alfredo Chade, de 61 años al momento de su detención, era una figura reconocida en la comunidad de Chilecito, donde se desempeñaba como director del Museo Molino San Francisco. El mismo, mantenía conexiones familiares con altos funcionarios del gobierno local y nacional, como por ejemplo el senador nacional de la Libertad Avanza, Juan Carlos Pagotto, quien es su primo.

## Denuncia e investigación
El 24 de julio de 2019, el caso salió a la luz cuando la madre de una menor de 10 años denunció a Chade por abuso sexual. Según informes, la víctima era cercana a Chade, quien se había ganado la confianza de la familia. La denuncia fue presentada después de que la menor advirtiera a su madre que había sido víctima de abuso durante varios años, tras ver una película que trataba sobre el tema del abuso sexual.
La investigación reveló la existencia de un gran volumen de material explícito, alcanzando 990 archivos con fotografías y videos, que implicarían a Chade en la comisión de estos delitos. Este material fue presentado como prueba en el proceso judicial por la querella a la fiscala, que manifestó la posibilidad de una red de cómplices.

"Estos videos que nos llegaron no son de una cámara oculta. Habían escenarios preparados para esto, por lo que sospechamos que podríamos estar ante la existencia de una red de distribución de pornografia infantil"
Dr. David Calipo, abogado querellante

## Controversia y perjuicios
Desde el inicio del proceso se han presentado numerosos recursos y apelaciones por parte de la defensa de Chade, que han llevado a la suspensión del juicio y otras dilaciones. Una de las principales controversias es la pérdida de la primera Cámara Gesell y la anulación de actos procesales debido a irregularidades en la instrucción.
Además, la defensa de Chade ha cuestionado la validez de las pruebas presentadas, argumentando que las mismas podrían haber sido manipuladas. Sin embargo, la querella insiste en la culpabilidad del acusado, basándose en la evidencia fotográfica y videográfica que lo vincula directamente con los delitos de los que se le acusa, además de lo que se desprende del testimonio de la segunda Cámara Gesell a la que se debió someter a la víctima a sus 10 años de edad.
En la actualidad, el caso se encuentra activamente monitoreado por organizaciones de derechos humanos, que exigen una resolución justa y transparente.